# 5,6-Diaminobenzo-1,2,3,4-tetracarbonitril
5,6-Diaminobenzo-1,2,3,4-tetracarbonitril ist ein organisches Molekül mit vier Cyano- und zwei Aminofunktionen. Das Molekül wurde 2016 am Max-Planck-Institut für Polymerforschung hergestellt und weist das bislang größte gemessene Dipolmoment in einem neutralen Molekül auf. Das Molekül belegte 2016 den zweiten Platz bei der Wahl des Molecule of the Year der Chemical & Engineering News.

## Darstellung
5,6-Diaminobenzo-1,2,3,4-tetracarbonitril ist über die oxidative Bromierung von 4,5-Diaminophthalonitril erhältlich. Dabei entsteht im ersten Schritt 4,5-Diamino-3,6-dibromphthalonitril, das sich unter Palladium-Katalyse mit Zinkcyanid in das Zielmolekül überführen lässt.

## Eigenschaften
Mit einem Dipolmoment von 14,1 Debye ist 5,6-Diaminobenzo-1,2,3,4-tetracarbonitril die polarste nichtionische Verbindung. In THF wurde ein Dipolmoment von 14,1 ± 0,7 Debye gemessen. Damit übertrifft es sogar das Dipolmoment von typischen Salzen wie Kaliumbromid in der Gasphase, das ein Dipolmoment von 10,41 Debye aufweist. Die polarste nichtionische, vollständig gesättigte Verbindung ist mit einem Dipolmoment von 6,2 Debye all-cis-1,2,3,4,5,6-Hexafluorcyclohexan.
Es ist in der Lage mit Dimethylacetamid einen Komplex zu bilden.

## Verwendung
Hohe Dipolmomente bei Benzolderivaten werden durch gegenüberliegende elektronziehende und elektronenschiebende Substituenten erreicht. Diese ungeladenen Benzolderivate mit hohem Dipolmoment eignen sich eventuell als Ferroelektrikum und für Anwendungen in der nichtlinearen Optik.  Außerdem können solche Moleküle eventuell eine bessere Ladungstrennung in mehrschichtigen Solarzellen erreichen.